# Uschi Digard
Uschi Digard (Saltsjö-Duvnäs, 15 d'agost de 1948) és una actriu sueca, ex actriu pornogràfica softcore, model i productora de cinema.
Ha protagonitzat més de 120 pel·lícules i és coneguda per aparèixer en algunes pel·lícules de Russ Meyer, com Cherry, Harry & Raquel!, Supervixens i Beneath the Valley of the Ultra-Vixens. En la seva carrera va utilitzar més de 30 àlies.

## Biografia
Als 16 anys se'n va anar de Suècia: primer es va instal·lar a París, després a Itàlia, a Suïssa (on va actuar en el teatre) i a Anglaterra. Va tornar a Suècia, després en 1967 finalment va aterrar als Estats Units, on va començar a treballar com a intèrpret. Més tard es va convertir en model, després va fer el seu debut cinematogràfic en 1968, convertint-se en una de les actrius favorites del director Russ Meyer. Gràcies a la generosa grandària dels seus sins, apareixia sovint en revistes pornogràfiques especialitzades de tot el món. Com actriu porno també va treballar amb John Holmes.
També va participar en nombrosos curtmetratges de lluita femenina en clau sexy: memorable, per als fanàtics del gènere, el desafiament de la baralla en bikini entre Digard i la seva gran amiga Candy Samples, una altra famosa model i actriu porno amb formes prominents (Battle of the Bosoms, Triumph Studios, 1980). Després d'una llarga carrera, es va retirar dels escenaris en 1989. Digard parla vuit idiomes amb fluïdesa: alemany, danès, noruec, francès, italià, espanyol, anglès i per descomptat suec.

## Filmografía parcial
- The Kill, dirigida per Gary Graver (1968) - no acreditada
- The Master Beater, dirigida per Charles Carmello (1969)
- Cherry, Harry & Raquel!, dirigida per Russ Meyer (1970)
- The Seven Minutes, dirigida por Russ Meyer (1971) - no acreditada
- The Manson Massacre (The Cult), dirigida per Albert Zugsmith (1972) - no acreditada
- Prison Girls, dirigida per Tom DeSimone (1972)
- The Dirt Gang, dirigida per Jerry Jameson (1972) - no acreditada
- Vice Squad Women, dirigida per Al Fields (1973)
- The Black Gestapo, dirigida per Lee Frost (1975)
- Supervixens, dirigida per Russ Meyer (1975)
- Ilsa, She Wolf of the SS, dirigida per Don Edmonds (1975) - no acreditada
- The Killer Elite, dirigida per Sam Peckinpah (1975) - no acreditada
- Ilsa, Harem Keeper of the Oil Sheiks, dirigida per Don Edmonds (1976)
- The Kentucky Fried Movie, dirigida per John Landis (1977) - (segment "Catholic High School Girls in Trouble")
- Beneath the Valley of the Ultra-Vixens, dirigida per Russ Meyer (1979)